# Caponina alegre
Caponina alegre är en spindelart som beskrevs av Norman I. Platnick 1994. Caponina alegre ingår i släktet Caponina och familjen Caponiidae. Inga underarter finns listade.